# John Hewitt Jellett
John Hewitt Jellett (25 décembre 1817 - 19 février 1888) est un mathématicien irlandais dont la carrière se déroule au Trinity College de Dublin (TCD), où il atteint le rang de prévôt. Il est également prêtre de l'Église d'Irlande.

## Biographie
Il est le fils du Rév. Morgan Jellett (vers 1787–1832), plus tard recteur de Tullycorbet, comté de Monaghan, et sa femme Harriette Townsend, fille de Hewitt Baldwin Poole (mort en 1800), du comté de Cork, et de sa femme Dorothea Morris. Il est né à Cashel, dans le comté de Tipperary, et fait ses études au Kilkenny College et au TCD, où il est boursier en 1840 . Il est le frère aîné de Hewitt Poole Jellett, sergent en droit (Irlande) et président des sessions trimestrielles du comté de Laois, et du vénérable Henry Jellett, archidiacre de Cloyne.
John Hewitt Jellett épouse sa cousine du côté de sa mère, Dorothea Charlotte Morris Morgan (vers 1824–1911), fille de James Morgan, le 7 juillet 1855 et a sept enfants. Son fils William Morgan Jellett est député au Parlement du Royaume-Uni : il est le père du célèbre artiste Mainie Jellett et de Dorothea Jellett, directrice de l'orchestre du Gaiety Theatre de Dublin. Un autre fils, Henry Holmes Jellett, est ingénieur civil en Inde britannique . Sa fille Harriette Mary Jellett est l'épouse du célèbre physicien irlandais George Francis FitzGerald. Une autre fille, Eva Jellett, est la première femme à obtenir un diplôme en médecine de Trinity et exerce ensuite la profession de médecin en Inde.
Il meurt d'un empoisonnement du sang à la maison du prévôt, TCD, le 19 février 1888, et est enterré au cimetière Mount Jerome le 23 février. Le cortège funèbre est le plus grand qui ait jamais quitté Trinity.

## Carrière
Il est diplômé BA en mathématiques en 1837, MA 1843, BD 1866 et DD 1881. Il est ordonné prêtre en 1846. En 1848, il est élu à la chaire de philosophie naturelle du TCD et, en 1868, il est nommé commissaire de l'éducation nationale irlandaise.
En 1851, il reçoit la médaille Cunningham de l'Académie royale d'Irlande pour son travail sur le "Calcul des variations" . La société l'élit ensuite président, poste qu'il occupe de 1869 à 1874 .
En 1870, à la mort du Dr Thomas Luby, il est coopté Senior Fellow, et donc membre du conseil d'administration du TCD. Le gouvernement de Gladstone en février 1881 nomme Jellett prévôt de Trinity ; la même année, il reçoit une médaille royale de la Royal Society.
Après la dissolution de l'Église d'Irlande, il prend une part active aux délibérations du synode général et à tous les travaux destinés à faire avancer ses intérêts. Mathématicien de talent, il écrit A Treatise of the Calculus of Variations (1850) et A Treatise on the Theory of Friction (1872), ainsi que plusieurs articles sur les mathématiques pures et appliquées, des articles dans les Transactions of the Royal Irish Académie . Il écrit également des essais théologiques, des sermons et des traités religieux, dont les principaux sont Un examen de certaines des difficultés morales de l'Ancien Testament (1867) et L'efficacité de la prière (1878).